# Rhynchomesostoma rostratum
Rhynchomesostoma rostratum är en plattmaskart. Rhynchomesostoma rostratum ingår i släktet Rhynchomesostoma och familjen Typhloplanidae. Inga underarter finns listade i Catalogue of Life.